# Kozina
Kozina (izgovarjava [kɔˈziːna] (); italijansko Cosina) je deloma gručasto središčno naselje z okoli 800 prebivalci ob zahodnem podolju Podgrajskega podolja, v bližini meje z Italijo. Od sosednjih Hrpelj, s katerimi tvori skupno občino Hrpelje - Kozina, jo loči železniška proga Divača–Koper.  Leži na pomembni prometni legi, na križišču cest Ljubljana–Koper in Trst–Reka. Naselje je nastalo ob zgraditvi Južne železnice.